# Ислам в Замбии
Ислам в Замбии не имеет большого числа последователей, его исповедуют менее 1 % населения этой страны.

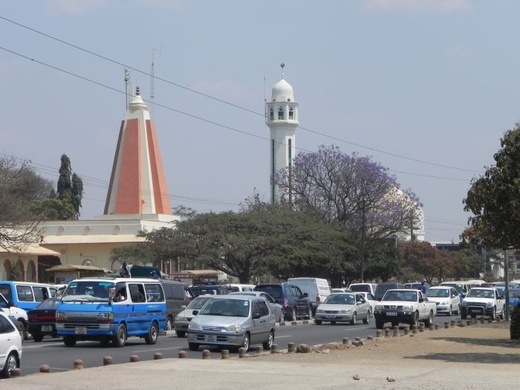
Мечеть в Лусаке

## История
Ислам начал проникать на территорию Замбии с Восточно-Африканского побережья вместе с арабскими купцами и работорговцами. В период правления Оманской династии Аль Саид в султанате Занзибар арабские работорговцы достигали территории Замбии из своих баз на побережье Танзании, Малави и Мозамбика. В течение сотен лет более четырёх миллионов рабов были похищены из Замбии и соседних стран, и проданы в Индию и Аравию.
Многие мусульмане приехали в Замбию во время колониального периода. Это были в основном выходцы из Индии и Пакистана, участвовавшие в постройке железной дороги из Ливингстона в Лусаку. Они создали ряд поселений вдоль железной дороги. Незначительное меньшинство коренного населения страны также приняли ислам.

## Численность и расселение
В Замбии проживает около 100 тыс. мусульман, что составляют менее 1 % от общей численности населения (11,26 млн человек). В основном они проживают в крупных городах страны. Подавляющее большинство мусульман в Замбии — сунниты, присутствует также небольшая шиитская община исмаилитов. Кроме того насчитывается около 500 человек, принадлежащих к Ахмадийской секте.
Хотя Замбия официально христианское государство, в стране свобода вероисповедания и мусульман никто не притесняет.